# 千冬縣
千冬縣，是明代交阯承宣布政使司演州府下轄的一個縣。治所約在今越南乂安省安城縣境內。

## 沿革
- 唐代屬演州地
- 明永樂五年六月癸未（1407年7月5日）置，屬演州府演州[3][4][5]。
- 永樂十三年八月二十三日丁亥（1415年9月25日），革演州府為演州直隸州，以千冬縣入演州[6][7][8][9]。
- 永樂十五年九月十四日丙寅（1417年10月23日），設交阯演州千冬場鹽課司[10][11]。
- 永樂十六年春正月二十八日己卯（1418年3月5日），設交阯演州之千冬批驗鹽引所[12]。